# Sybille Bauriedl
Sybille Bauriedl (* 1967) ist eine deutsche Geographin.

## Leben
Nach der Promotion 2005 zur Dr. rer. nat. am Fachbereich Geowissenschaften der Universität Hamburg war sie von 2008 bis 2013 wissenschaftliche Mitarbeiterin im Fachgebiet politikwissenschaftliche Umweltforschung der Universität Kassel. Seit 2018 ist sie Professorin für Integrative Geographie an der Europa-Universität Flensburg.
Ihre Forschungsinteressen sind lokale Umweltgerechtigkeit, globale Gerechtigkeit, nachhaltige Entwicklung, globale Ressourcenkonflikte und Geschlechtergerechtigkeit. In der Lehre vertritt sie die Fachschwerpunkte Stadtgeographie, politische Ökologie, Entwicklungsgeographie, feministische Geographie und Bildung für Nachhaltigkeit. Themen der Publikationen sind Energiewende und Klimadebatte, Smart Cities sowie Geographie und deutscher Kolonialismus.

## Schriften (Auswahl)
- Konstruktionen des Orients in Deutschland. Berlin 1996, ISBN 3-86093-128-8.
- mit Matthias Winkler: Typisierung europäischer Regionen auf ihrem Weg zu nachhaltiger Entwicklung. Hamburg 2004, OCLC 76528412.
- Spielräume nachhaltiger Entwicklung. Die Macht stadtentwicklungspolitischer Diskurse. München 2007, ISBN 3-86581-029-2.
- mit Christa Wichterich: Ökonomisierung von Natur, Raum, Körper. Feministische Perspektiven auf sozialökologische Transformationen. Berlin 2014.
- mit Katharina Fleischmann, Anke Strüver und Claudia Wucherpfennig: Verkörperte Räume – Verräumte Körper. In: Geographica Helvetica 55(2), S. 130–138. 2000, ISSN 0016-7312. https://gh.copernicus.org/articles/55/130/2000/gh-55-130-2000.pdf
- mit Markus Wissen: Post-Fordist Transformation, the Sustainability Concept and Society-Nature-Relations. A case study of the Hamburg region. In: Journal of Environmental Policy and Planning 4, 107–121. 2002, ISSN 1522-7200. https://onlinelibrary.wiley.com/doi/abs/10.1002/jepp.107
- Spielräume Nachhaltiger Entwicklung: Die Macht stadtentwicklungs-politischer Diskurse. München 2007, ISBN 978-3-86581-029-8.
- Räume lesen lernen: Methodeneinsatz für eine Diskursanalyse räumlicher Differenzierung. In: Forum Qualitative Sozialforschung 8(2). 2007, ISSN 1438-5627. https://www.qualitative-research.net/index.php/fqs/article/view/236.
- mit Delia Schindler und Matthias Winkler (Hrsg.): Stadtzukünfte denken. Nachhaltigkeit in europäischen Stadtregionen. München 2008, ISBN 978-3-86581-110-3.
- mit Michaela Schier und Anke Strüver (Hrsg.): Geschlechterverhältnisse, Raumstrukturen, Ortsbeziehungen: Erkundungen von Vielfalt und Differenz im spatial turn. Münster 2010, ISBN 978-3-89691-227-5.
- Politische Ökologie: Machtverhältnisse in Gesellschaft/Umwelt-Beziehungen. In: Geographica Helvetica 71: 341–351. 2016, ISSN 0016-7312. https://www.geogr-helv.net/71/341/2016/.
- Wörterbuch Klimadebatte. Bielefeld 2016, ISBN 978-3-8376-3238-5. https://www.transcript-verlag.de/978-3-8376-3238-5/woerterbuch-klimadebatte/.
- Dezentrale Energiewende zwischen kooperativer und hierarchischer Steuerung. In: Geographische Zeitschrift 104(2): 72–91. 2016, ISSN 0016-7479.
- mit Anke Strüver: Smarte Städte. Digitalisierte urbane Infrastrukturen und ihre Subjekte als Themenfeld kritischer Stadtforschung. In: sub\urban – Zeitschrift für kritische Stadtforschung 5(1/2): 87–104. 2017. ISSN 2197-2567. https://zeitschrift-suburban.de/sys/index.php/suburban/article/view/272.
- mit Anke Strüver (Hrsg.): Smart City – Kritische Perspektiven auf die Digitalisierung in Städten. Bielefeld 2018, ISBN 978-3-8376-4336-7. https://www.transcript-verlag.de/978-3-8376-4336-7/smart-city-kritische-perspektiven-auf-die-digitalisierung-in-staedten/.
- Deutscher Kolonialismus. Themenheft der Geographischen Rundschau 71(5). 2019, ISSN 0016-7460.